# Vit björkkantmal
Vit björkkantmal, Carpatolechia alburnella, är en fjärilsart som beskrevs av Philipp Christoph Zeller 1839. Vit björkkantmal ingår i släktet Carpatolechia och familjen stävmalar, Gelechiidae. Arten är reproducerande i Sverige. Inga underarter finns listade i Catalogue of Life.